# Cantón de Meslay-du-Maine
El cantón de Meslay-du-Maine es una circunscripción electoral francesa situada en el departamento de Mayenne, región de Pays de la Loire.

## Geografía
Este cantón se organiza alrededor de Meslay-du-Maine en los distritos de Château-Gontier y Mayenne. Su altitud varía de 27 m (Bouessay) a 286 m (Torcé-Viviers-en-Charnie).

## Historia
Por decreto del 21 de febrero de 2014 se redujo a la mitad el número de cantones del departamento, con aplicación a las elecciones departamentales de marzo de 2015. El cantón de Meslay-du-Maine se conserva y se amplía. Se pasa de 14 a 38 comunas .

## Composición

### Composición antes de 2015

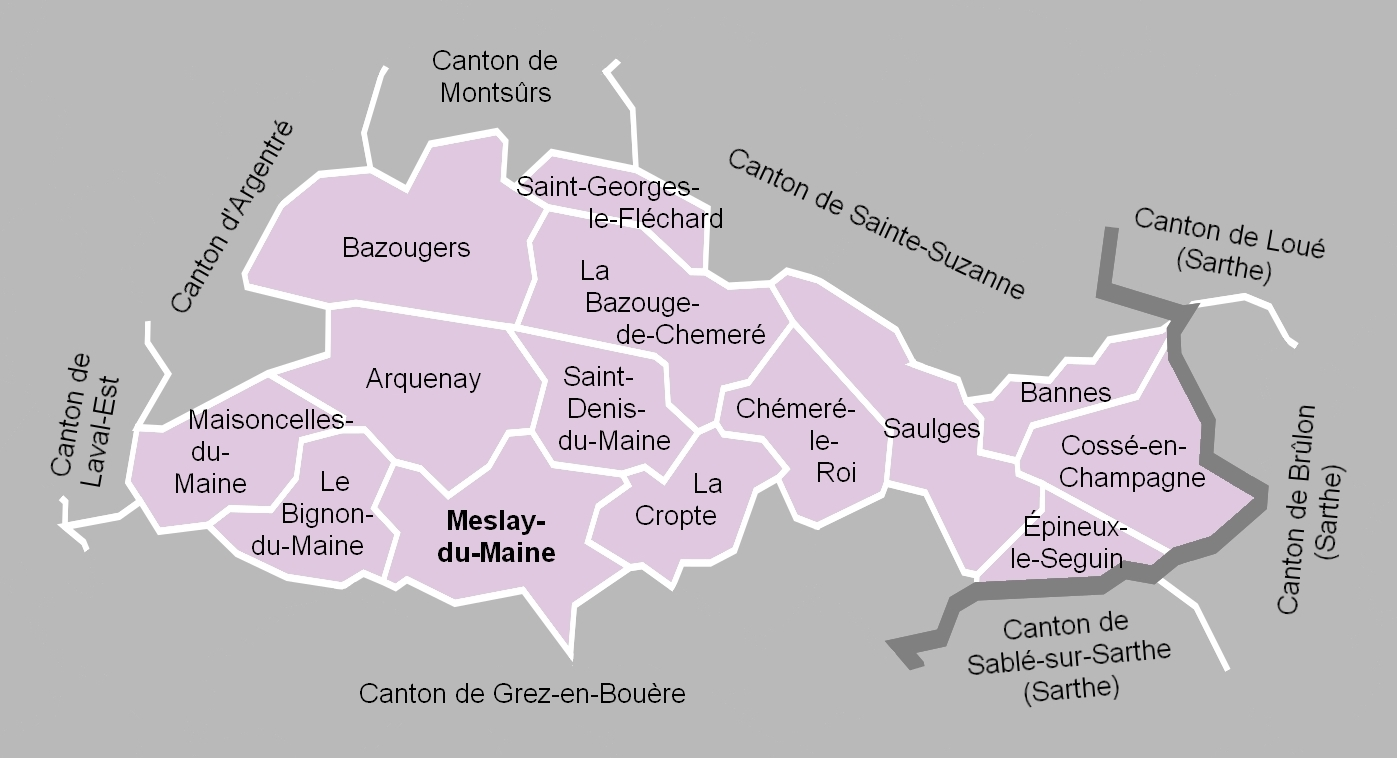
El mapa de las comunas del antiguo cantón. Los cantones limítrofes eran los de Laval-Est, Argentré, Montsûrs, Sainte-Suzanne, Loué, Brûlon, Sablé-sur-Sarthe y Grez-en-Bouère.

Ubicación del antiguo territorio del cantón en el distrito de Laval.

El cantón de Meslay-du-Maine agrupaba catorce comunas. Tras la redistribución de los cantones para 2015, todos las comunas vuelven a formar parte del cantón de Meslay-du-Maine, al que se suman las doce comunas del cantón de Grez-en-Bouère, las nueve del cantón de Sainte- Suzanne y tres comunas del cantón de Montsûrs.
Ninguna comuna suprimida desde la creación de las comunas bajo la Revolución estaba incluida en el territorio del cantón de Meslay-du-Maine antes de 2015.
- Arquenay
- Bannes
- La Bazouge-de-Chemeré
- Bazougers
- Le Bignon-du-Maine
- Chémeré-le-Roi
- Cossé-en-Champagne
- La Cropte
- Épineux-le-Seguin
- Maisoncelles-du-Maine
- Meslay-du-Maine
- Saint-Denis-du-Maine
- Saint-Georges-le-Fléchard
- Saulges

### Composición desde 2015
Durante la redistribución de 2014, el cantón de Meslay-du-Maine incluía treinta y ocho comunas completas. 
Tras la creación de las nuevas comunas de Sainte-Suzanne-et-Chammes el 1 de enero de 2016, por agrupación entre Sainte-Suzanne y Chammes, de Val-du-Maine el 1 de enero de 2017 mediante reagrupación entre Ballée y Épineux-le-Seguin, así como el decreto del 5 de marzo de 2020 que vincula plenamente la nueva comuna de Montsûrs al cantón de Évron y la comuna de Gesnes al cantón de Bonchamp-lès-Laval, el cantón cuenta actualmente con treinta y tres comunas enteras.
1. Arquenay
2. Bannes
3. La Bazouge-de-Chemeré
4. Bazougers
5. Beaumont-Pied-de-Bœuf
6. Le Bignon-du-Maine
7. Blandouet-Saint-Jean
8. Bouère
9. Bouessay
10. Le Buret
11. La Chapelle-Rainsouin
12. Chémeré-le-Roi
13. Cossé-en-Champagne
14. La Cropte
15. Grez-en-Bouère
16. Maisoncelles-du-Maine
17. Meslay-du-Maine
18. Préaux
19. Ruillé-Froid-Fonds
20. Saint-Brice
21. Saint-Charles-la-Forêt
22. Saint-Denis-du-Maine
23. Sainte-Suzanne-et-Chammes
24. Saint-Georges-le-Fléchard
25. Saint-Léger
26. Saint-Loup-du-Dorat
27. Saint-Pierre-sur-Erve
28. Saulges
29. Thorigné-en-Charnie
30. Torcé-Viviers-en-Charnie
31. Vaiges
32. Val-du-Maine
33. Villiers-Charlemagne